# Robert Klippel
Robert Klippel (Sídney, 19 de junio de 1920-ibidem, 19 de junio de 2001) fue un escultor constructivista y maestro australiano. A menudo se lo identifica en la literatura de arte contemporáneo como el más grande escultor australiano. A lo largo de su trayectoria produjo una 1 300 esculturas y aproximadamente 5 000 dibujos.

## Biografía
Klippel nació en junio de 1920. A la edad de seis años construyó su primer barco a escala luego de un paseo en ferry por el puerto de Sídney. El construir modelos se convirtió en pasión. Se formó para trabajar en la industria de la lana pero en 1939 se incorporó a la Royal Australian Navy. Lo emplearon para hacer modelos de aviones mientras estaba sirviendo en buques mercantes equipados con armamento defensivo en el Centro de instrucción de artillería durante la Segunda Guerra Mundial.
Mientras trabajaba en el centro concurre por las tardes a clases de escultura dictadas por Lyndon Dadswell en el East Sydney Technical College y luego de ser dado de baja del ejército, concurre a la misma por un año.
Sus padres le apoyan económicamente y así logra viajar a Inglaterra en 1947 para estudiar en la Slade School of Fine Art donde permanece seis meses. Vive y pinta en The Abbey Arts Centre en New Barnet, Londres, junto con los artistas Leonard French, James Gleeson, Peter Benjamin Graham, Douglas Green, Stacha Halpern, Grahame King e Inge King. En noviembre de 1948, Klippel, Gleeson y el joven Lucian Freud realizan una exhibición conjunta en Londres. André Breton, uno de los uno creadores del Surrealismo, consigue que las obras de Klippel sean expuestas en París al año siguiente.
Pasa un año en París donde concurre a las charlas de Jiddu Krishnamurti. Ello contribuyó a reforzar su interés por las religiones y la filosofías orientales, budismo, hinduismo, y zen. Luego de permanecer 18 meses en París, en 1950 Klippel regresa a Australia.
En 1957 navega hasta los Estados Unidos, donde se establece en Nueva York. Enseña escultura en la Escuela de Arte de Minneapolis desde 1958 hasta 1962 y regresa a Nueva York donde se queda hasta 1963. Regresa a Sídney, donde se radica hasta su muerte. Enseña en el Alexander Mackie College of Advanced Education desde 1975 a 1979.
En 1988 es nombrado Oficial de la Orden de Australia por sus servicios al arte.

## Obras
En sus obras Klippel utiliza una gran diversidad de materiales y descartes: madera, roca, juguetes de plástico, partes de madera, pedazos de máquinas de escribir, tuberías industriales y partes de máquinas, además de bronce, plata, oleos, fotografía, collage y papel. También es de destacar la gran diversidad en la escala de sus obras, desde intrincadas estructuras mínimas de metal a grandes composiciones de madera durante la década de 1980. Por lo general sus obras maduras no tienen título, siendo distinguidas por una secuencia de números.
Estando en Londres conoce otros expatriados australianos incluido el pintor surrealista James Gleeson. Los dos colaboran en varias obras, incluida Madame Sophie Sesostoris (1947–48), una sátira Prerrafaelita, que combina la escultura de Klippel con la pintura de Gleeson. Durante algún tiempo, Klippel abraza la ética del surrealismo, exponiendo en un gran show surrealista y conociendo a André Breton.
Durante su estancia en Londres, comienza a dibujar y llena cuadernos con diagramas analíticos de objetos orgánicos y mecánicos, todo desde tornillos y dientes de engranajes a insectos y conchas, y realiza dibujos detallados de las formas antropomorfas utilizadas por artistas como Henry Moore y Pablo Picasso. Mientras que Moore había relacionado la figura humana con las formas de la naturaleza, Klippel se lanzó a relacionar las formas de la naturaleza con las formas de maquinaria de la sociedad industrial. Klippel afirmó que deseaba "buscar la interrelación entre la rueda dentada y el brote de una planta."
Al regresar a Sídney en 1950 Klippel estaba convencido de usar la construcción como método y estaba produciendo esculturas absolutamente abstractas. Inicialmente sus obras no son recibidas con entusiasmo en Australia, y su primera escultura recién la logra vender en 1956. Obligado a trabajar a tiempo completo, su producción se redujo a unas escasas 18 piezas entre 1950 y 1957.
Durante la década de 1950 Klippel se había alejado del surrealismo y en Nueva York se había sentido estimulado por el nacimiento del expresionismo abstracto y la New York School. Se aleja de la escultura tradicional y produce sus primeras composiciones con rezagos y deshechos en 1960. Comienza a incorporar partes de máquinas, trozos de madera y tuberías industriales en sus obras.
En 1964, el crítico de arte Robert Hughes indicó que Klippel "es uno de los pocos escultores australianos de talla internacional". Esta afirmación cimentó su reputación internacional, pero aun así le costaba ser reconocido en Australia. Durante las décadas de 1970 y 1980, cuando a menudo la distinción tradicional entre escultura y arquitectura, diseño, fotografía, performance y pintura era considerado obsoleta, Klippel fue fiel a la idea de la escultura como abstracta, como ocupando un espacio escultural, y existiendo en formas más allá de la función literaria o narrativa.